# Rivine
Pour les articles homonymes, voir Rivine (homonymie).
 (septembre 2018).
La Rivine est une montagne située dans les Alpes dinariques, au centre de la fédération de Bosnie-et-Herzégovine, dans le Sud-Ouest de la Bosnie-Herzégovine, à 110 km à l'ouest de la capitale Sarajevo. Son sommet culmine à environ 1 300 mètres.
Le point culminant le plus proche est le mont Cincar, à 2005 mètres d'altitude, et à 6,5 km au nord-est. La ville la plus proche, Livno, est à 5,4 km au sud. Les environs sont parsemés de nombreuses grottes.
La zone autour de la Rivine est en grande partie constituée de terres agricoles. La densité de population est de 93 habitants au kilomètre carré. Le climat est celui de l'intérieur des Balkans. La température moyenne annuelle à l'ombre est de 8 °C. Le mois le plus chaud est juillet, avec une température moyenne de 21 °C, et le plus froid janvier, avec −6 °C. La moyenne annuelle des précipitations est de 1 965 millimètres. Le mois le plus pluvieux est février, avec une moyenne de 253 mm, et le plus sec est août, avec 55 mm de précipitations.